# گونتر هالم
گونتر هالم (به آلمانی: Günter Halm) (۲۷ اوت ۱۹۲۲ – ۲۶ سپتامبر ۲۰۱۷) سرباز پیاده‌نظام آلمانی در دوره رایش سوم بود به عنوان جوان‌ترین دریافت‌کننده نشان عالی صلیب شوالیه صلیب آهنین در آفریکاکور شناخته می‌شود. این نشان به جهت رزم متهورانه در نبردهای کارزار شمال آفریقا در جریان جنگ جهانی دوم به هالم اعطا شد.

## زندگی
گونتر هالم روز ۲۷ اوت سال ۱۹۲۲ در التسه در نیدرزاکسن زاده شد. پدرش از مقامات راه‌آهن بود. در پی آغاز جنگ جهانی دوم، سال ۱۹۴۱ به عنوان سرباز وظیفه جذب نیروی زمینی آلمان شد.

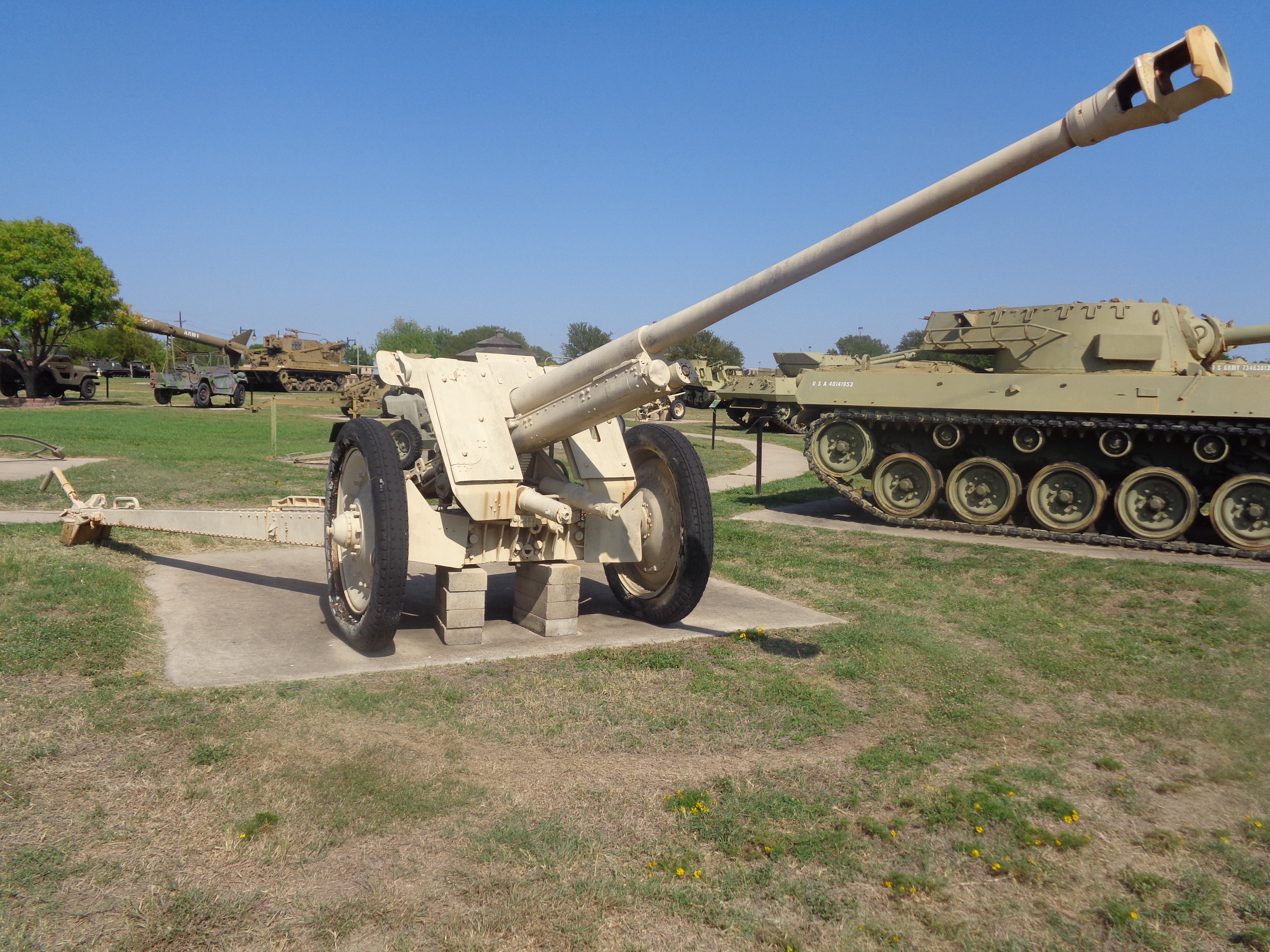
نمونه‌ای از توپ پاک ۳۶(اِر)

از تابستان سال ۱۹۴۲ در حالی ۱۹ سال داشت با درجه سرباز یکم به عنوان توپچی در دسته ضدتانکِ گروهانِ ستادِ هنگ ۱۰۴  پانتسرگرنادیر در لشکر بیست و یکم زرهی از آفریکاکور خدمت کرد. ماه ژوئیه این سال نیروهای آلمانی در حد نهایی پیشروی خود در شمال آفریقا در خط دفاعی بریتانیایی‌ها در ناحیه العلمین در مصر متوقف شدند و سپس زیر ضد حمله شدید دشمن قرار گرفتند. دسته ضد تانکی که هالم به آن تعلق داشت، موظف بود با دو توپ ۷.۶۲ م‌م پاک ۳۶(اِر) (غنیمت‌گرفته‌شده از شوروی) از خط مقدمی به طول ۳۰۰ متر در ناحیه رُوِیسات در ۱۵ کیلومتری جنوب العلمین دفاع کند. هالم توپچی توپ شماره ۱ بود. صبح روز ۲۲ ژوئیه گلوله‌باران مستمر دشمن آن‌چنان گردوخاکی به پا کرد که خدمه توپ هنگامی متوجه نزدیک شدن تانک‌های تیپ ۲۳ زرهی بریتانیا شدند که تنها به فاصله حدود ۱۰۰ متری از آن‌ها رسیده بودند. در درگیری نفس‌گیر متعاقب، هالم و هم‌قطارانش زیر آتش مدام دشمن، موفق به منهدم کردن ۹ تانک والنتین و از کار انداختن ۶ تانک دیگر در عرض چند دقیقه شدند. چند گلوله توپ به موضع آن‌ها اصابت کرد که موجب زخم برداشتن خدمه مشخصا بارگذار  و آسیب‌دیدگی محافظ توپ شد. یک گلوله دقیقا از بین پاهای هالم گذشت اما به او صدمه‌ای نزد. تانک‌های دشمن وادار به عقب‌نشینی شدند اما همچنان به تیراندازی ادامه می‌دادند. یک گلوله در نهایت ابزار هدف‌گیری توپ هالم را منهدم کرد. در پی فرارسیدن پشتیبانی هواگردهای اشتوکا از لوفت‎وافه و تانک‌های پنزر ۴ از لشکر بیست و یکم زرهی، تیپ ۲۳ زرهی بریتانیا با از دست دادن ۹۴ تانک از مقدار اولیه ۱۰۳ تانک خود، عملا در این درگیری منهدم شد.
فرمانده هنگ به‌قدری از این عملکرد همراه با خون‌سردی این سرباز بسیار جوان در زیر آتش دشمن مشعوف شد که روز ۲۹ ژوئیه سال ۱۹۴۲ نشان‌های عالی درجه ۱ و ۲ صلیب آهنین و صلیب شوالیه صلیب آهنین هر سه به صورت همزمان به گونتر هال به عنوان جوان‌ترین دریافت‌کننده در آفریکاکور، اعطا شد. این نشان‌ها شخصا توسط فیلدمارشال اروین رومل به او ارائه گردید.
هالم با ترفیع به درجه سرجوخه به خدمت در شمال آفریقا ادامه داد تا این که با ابتلا به بیماری به آلمان بازگشت. پس از بهبودی در لشکر صدوچهارم پیاده‌نظام قرار گرفت و مدتی بعد با درجه ستوان دومی به سلک افسران درآمد. بعدا مجددا به لشکر بیست‌ویکم زرهی ملحق شد و نبردهای شدیدی را در نرماندی تجربه کرد. ستوان دوم هالم روز ۲۴ اوت سال ۱۹۴۴ در منطقه تحت محاصره فالز به اسارت نیروهای آمریکایی درآمد.
پس از پایان جنگ، سال ۱۹۴۶ از اسارت آزاد شد. ساکن براونشوایگ شد و ازدواج کرد که حاصل آن چهار فرزند دختر بود. در زمینه‌های مختلف کاری از جمله در تجارت زغال‌سنگ فعالیت کرد. سال ۱۹۹۵ نشان افتخار شایستگی جمهوری فدرال آلمان را به جهت خدمات اجتماعی به کشور دریافت نمود.